# Валлашек, Рихард
Рихард Валлашек (нем. Richard Wallaschek; 16 ноября 1860, Брюнн — 24 апреля 1917, Вена) — австрийский музыковед

; специалист в области языковедения и музыкальной этнологии. 
Защитил диссертацию доктора философии в 1887 году во Фрайбургском университете, затем жил и работал в Лондоне. В 1896 году защитил в Вене вторую докторскую диссертацию по психологии, в работе над которой консультировался с Эрнстом Махом. После этого преподавал в Венском университете, с 1908 года — профессор. 
Опубликовал книги «Эстетика музыкального искусства» (нем. Ästhetik der Tonkunst; 1886) и «Психология и патология представления» (нем. Psychologie und pathologie der vorstellung; 1905). Вёл раздел музыкальной критики в газете «Die Zeit».
Наиболее известен своей книгой «Примитивная музыка: Изучение истоков и развития музыки, песен, музыкальных инструментов, танца и пантомимы у первобытных рас» (англ. Primitive Music: An Inquiry into the Origin and Development of Music, Songs, Instruments, Dances, and Pantomimes of Savage Races; 1893), снискавшей ему славу основоположника венской школы сравнительного музыковедения.